# 勒魯灣
65°36′S 64°16′W / 65.600°S 64.267°W
勒魯灣（英語：Leroux Bay）是南極洲的海灣，位於葛拉漢地西部，處於努內茲角和馬尼耶峰之間，長17公里、寬9公里，由法國探險隊發現，以阿根廷海軍指揮官命名。